# Psilocerea ferruginaria
Psilocerea ferruginaria är en fjärilsart som beskrevs av Paul Mabille 1897. Psilocerea ferruginaria ingår i släktet Psilocerea och familjen mätare. Inga underarter finns listade.